# Erora nana
Espèce
Erora nana est une espèce de lépidoptères (papillons) de la famille des Lycaenidae, de la sous-famille des Theclinae, du genre Erora.

## Dénomination
Erora nana a été décrit par Cajetan Freiherr von Felder et Rudolf Felder en 1865 sous le nom initial de Pseudolycaena nana.
Synonyme : Thecla nana ; Hewitson, 1877.

## Description
Erora nana est un petit papillon aux antennes et aux ailes annelées de noir et de blanc, sans queue.
Le dessus est bleu nuit.
Le revers est vert métallisé.

## Écologie et distribution
Erora nana est présent en Colombie et en Guyane,.

### Protection
Pas de statut de protection particulier.